# Pitt (rivière de Nouvelle-Zélande)
Pour les articles homonymes, voir Rivière Pitt et Pitt.
La rivière Pitt  (anglais : Pitt River ) est un cours d’eau du Fiordland dans le District du Southland, dans la région du Southland, dans l’Île du Sud de la Nouvelle-Zélande.

## Géographie
Elle prend naissance vers le nord-ouest du col de « Oilskin Pass » et s’écoule vers le nord-ouest dans le « lac Beddoes », dans le Fiordland, à 40 km de Milford Sound.